# Банная Гора
 Банная Гора  —  микрорайон в Орджоникидзевском районе города Перми Пермского края России.

## География
Микрорайон находится на левом берегу Камы, севернее Лёвшино, фактически представляет собой территорию Краевой клинической психиатрической больницы.

## Исторический очерк
Имеются несколько версий происхождения названия данной местности, от часто топившихся бань в данной местности (для грузчиков) до добычи известкового камня. В 1926 году рядом с Банной горой был построен деревообрабатывающий завод, вошедший позднее в Левшинский лесокомбинат. В 1963 году здесь на базе бывшего военного городка была организована психиатрическая больница.

## Улицы
Единственная улица микрорайона — 2-я Корсуньская, представляющая собой съезд с Соликамского тракта до психиатрической больницы.

## Здравоохранение
Государственное бюджетное учреждение здравоохранения Пермского края «Краевая клиническая психиатрическая больница».

## Транспорт
Микрорайон связан с другими частями района автобусным маршрутом № 23. Действует одноименная остановочная платформа пригородных электропоездов.